# Shamar Nicholson
Shamar Amaro Nicholson, né le 16 mars 1997 à Kingston, est un footballeur international jamaïcain. Il évolue actuellement au poste d'attaquant au Club Tijuana.

## Biographie

### En club

#### Boys' Town FC
Il inscrit quinze buts dans le championnat de Jamaïque lors de la saison 2016-2017.

#### NK Domžale
Souhaitant devenir joueur de football professionnel en Europe, Shamar Nicholson signe en septembre 2017 dans le club slovène du NK Domžale[réf. nécessaire].
Lors de la saison 2016-2017, il inscrit treize buts en vingt-neuf rencontres de championnat.

#### Sporting de Charleroi
Shamar Nicholson signe au Sporting de Charleroi, en Belgique, le 13 août 2019.  Il a signé un contrat portant sur quatre saisons et aura la lourde tâche de faire oublier l'ancien buteur des Zèbres, Victor Osimhen, parti au LOSC Lille[réf. nécessaire].
Pour sa première saison en Belgique, il inscrit huit buts en championnat pour vingt-cinq matches joués puis enchaîne avec neuf buts la saison suivante, accompagnés d'une réalisation en Coupe de Belgique. La saison 2021-2022 est celle de l'explosion pour le Jamaïcain. À la suite des départs de Kaveh Rezaei, Łukasz Teodorczyk et de Saido Berahino, Shamar reste le seul attaquant de pointe des Carolos. Durant la première phase du championnat, il inscrit treize buts.

#### Spartak Moscou
Le 21 décembre 2021, le Spartak Moscou annonce la signature de Nicholson dans le cadre d'un contrat de quatre ans et demi.

#### Clermont Foot 63
Le 1er septembre 2023, le Clermont Foot 63 annonce la signature en prêt, accompagné d'une option d'achat, de Shamar Nicholson pour la saison 2023-2024,.

### En équipe nationale
Il reçoit sa première sélection en équipe de Jamaïque le 3 février 2017, en amical contre les États-Unis (défaite 1-0).

## Palmarès
Jamaïque
- Finaliste de la Coupe caribéenne des nations en 2017.
- Finaliste de la Gold Cup en 2017.

 Spartak Moscou
- Vainqueur de la Coupe de Russie en 2022.
- Finaliste de la Supercoupe de Russie en 2022.

## Statistiques
| Saison                | Club                    | Championnat           | Championnat | Championnat | Coupe(s) nationale(s) | Coupe(s) nationale(s) | Compétition(s) continentale(s) | Compétition(s) continentale(s) | Compétition(s) continentale(s) | Jamaïque | Jamaïque | Total | Total |
| Saison                | Club                    | Division              | M.          | B.          | M.                    | B.                    | Comp.                          | M.                             | B.                             | M.       | B.       | M.    | B.    |
| 2014-2015             | Boys' Town FC           | Premier League        | 20          | 7           |                       |                       | -                              | -                              | -                              | 0        | 0        | 20    | 7     |
| 2015-2016             | Boys' Town FC           | Premier League        | 24          | 6           |                       |                       | -                              | -                              | -                              | 0        | 0        | 24    | 6     |
| 2016-2017             | Boys' Town FC           | Premier League        | 30          | 15          |                       |                       | -                              | -                              | -                              | 6        | 0        | 36    | 15    |
| Sous-total            | Sous-total              | Sous-total            | 74          | 28          | 0                     | 0                     | -                              | 0                              | 0                              | 6        | 0        | 80    | 28    |
| 2017-2018             | NK Domžale              | PrvaLiga              | 15          | 5           | 0                     | 0                     | C3                             | 0                              | 0                              | 0        | 0        | 15    | 5     |
| 2018-2019             | NK Domžale              | PrvaLiga              | 29          | 13          | 2                     | 0                     | C3                             | 4                              | 0                              | 2        | 1        | 37    | 14    |
| 2019-2020             | NK Domžale              | PrvaLiga              | 3           | 0           | -                     | -                     | C3                             | 3                              | 2                              | 4        | 2        | 10    | 4     |
| Sous-total            | Sous-total              | Sous-total            | 47          | 18          | 2                     | 0                     | -                              | 7                              | 2                              | 6        | 3        | 62    | 23    |
| 2019-2020             | Sporting de Charleroi   | Pro League            | 25          | 8           | 3                     | 0                     | -                              | -                              | -                              | 6        | 4        | 34    | 12    |
| 2020-2021             | Sporting de Charleroi   | Pro League            | 33          | 9           | 2                     | 1                     | C3                             | 2                              | 0                              | 0        | 0        | 37    | 10    |
| 2021-2022             | Sporting de Charleroi   | Pro League            | 18          | 13          | 0                     | 0                     | -                              | -                              | -                              | 11       | 3        | 29    | 16    |
| Sous-total            | Sous-total              | Sous-total            | 76          | 30          | 5                     | 1                     | -                              | 2                              | 0                              | 17       | 7        | 100   | 38    |
| 2021-2022             | Spartak Moscou          | Premier-Liga          | 12          | 5           | 4                     | 3                     | -                              | -                              | -                              | 2        | 0        | 18    | 8     |
| 2022-2023             | Spartak Moscou          | Premier-Liga          | 22          | 3           | 5                     | 1                     | -                              | -                              | -                              | 9        | 1        | 36    | 5     |
| Sous-total            | Sous-total              | Sous-total            | 34          | 8           | 9                     | 4                     | -                              | 0                              | 0                              | 11       | 1        | 54    | 13    |
| 2023-2024             | Clermont Foot 63 (prêt) | Ligue 1               | 7           | 1           | 0                     | 0                     | -                              | -                              | -                              | 5        | 5        | 12    | 6     |
| Total sur la carrière | Total sur la carrière   | Total sur la carrière | 238         | 85          | 16                    | 5                     | -                              | 9                              | 2                              | 45       | 16       | 308   | 108   |